# Grupo Aéreo Naval de Yokosuka
El Grupo Aéreo Naval de Yokosuka (横須賀海軍航空隊, Yokosuka Kaigun Kōkū-tai) fue la primera unidad de aviación establecida por la Armada Imperial Japonesa en 1916 y sobrevivió hasta el final de la Guerra del Pacífico (1937-1945). Se encargó de entrenar y capacitar al personal de aviación, pruebas prácticas de nuevos aviones e investigación táctica. En caso de emergencia, debía hacerse cargo de la defensa de la bahía de Tokio, ya partir de febrero de 1944, cuando la situación de guerra lo exigía, la unidad también participó en combate.

## Historia
El Comité de Investigación de la Aviación Naval, que se estableció en 1912, sentó las bases para el Servicio Aéreo de la Armada Imperial Japonesa. Con el inicio de la producción nacional de aeronaves y el entrenamiento de los miembros de la tripulación en camino, el Plan de tres grupos del Cuerpo Aéreo se estableció en 1916 para mejorar aún más las aeronaves. El 1 de abril de 1916 se formó el Grupo Aéreo Naval de Yokosuka en Oppama, en Yokosuka, en la prefectura de Kanagawa, para reemplazar al Comité de Investigación de Aviación Naval.
El 1 de septiembre de 1923 el Gran terremoto de Kantō provocó grandes daños en las instalaciones y equipos. El 1 de junio de 1930, la primera clase de aprendices de reserva de vuelo naval se unió al servicio y, después de eso, se llevó a cabo un entrenamiento preparatorio en Yokosuka hasta 1945. Alrededor de 1932, Minoru Genda, que trabajaba como instructor en Yokosuka, creó un escuadrón acrobático llamado Circo Volador de Genda que sirvió para aumentar el atractivo público del Servicio Aéreo de la Armada.
Una vez que comenzó la guerra del Pacífico el 8 de diciembre de 1941, la unidad continuó con su función de entrenamiento y prueba. A partir de febrero de 1944 se ordenó el despliegue de la unidad en combate. El 15 de junio de 1944, con el lanzamiento de la Operación A-Go, formó parte de la 27.ª Flotilla Aérea y la Unidad de Ataque Aéreo de Yawata y se desplegó en Iwo Jima para apoyar las operaciones de las Islas Marianas. Debido al intenso combate aéreo y los ataques aéreos enemigos en Iwo Jima, todos los aviones se habían perdido el 4 de julio de 1944. Los miembros restantes del servicio regresaron a Yokosuka en un avión de transporte, pero algunos se quedaron en Iwo Jima y perdieron la vida defendiendo la isla. Posteriormente, la unidad se trasladó a Kyūshū y participó en ataques kamikaze y batallas de defensa aérea en la región de Kantō.
Su antiguo cuartel está ocupado actualmente por la planta de fabricación de automóviles Nissan Oppama.

## Comandantes
- Capitán Shiro Yamauchi: 1 de abril de 1916 - 1 de diciembre de 1917
- Capitán Masaku Harada: 1 de diciembre de 1917 - 1 de julio de 1919
- Contralmirante Yoshida Kiyukaze: 1 de julio - 1 de diciembre de 1919
- Capitán Tajiri Yuji: 12 de noviembre de 1920 - 1 de noviembre de 1922
- Capitán Marubashi Seiichiro: 1 de noviembre de 1922[2]
- Capitán Inoue Shiro: 1 de diciembre de 1923 - 1 de diciembre de 1924
- Comandante Ichikawa Daijiro: 1 de diciembre de 1924 - 1 de noviembre de 1927[3]
- Capitán Hideho Wada: 1 de noviembre de 1927 - 30 de noviembre de 1929
- Capitán Goro Hara: 30 de noviembre de 1929 - 2 de abril de 1931
- Capitán Yamada Tadoji: 2 de abril de 1931 - 15 de noviembre de 1932
- Capitán Onishi Jiro: 15 de noviembre de 1932[4] - 15 de noviembre de 1934[5]
- Capitán Sugiyama Toshiro: 15 de noviembre de 1934 - 1 de diciembre de 1936
- Capitán Miami Sadazo: 1 de diciembre de 1936 - 11 de julio de 1937
- Capitán Torao Kuwahara: 25 de diciembre de 1937 - 15 de noviembre de 1938
- Contralmirante Totsuka Michitaro: 15 de diciembre de 1938 - 20 de octubre de 1939
- Contralmirante Torao Kuwahara: 15 de enero de 1940 - 15 de noviembre de 1940
- Capitán Ueno Keizo: 15 de noviembre de 1940 - 17 de noviembre de 1942
- Contralmirante Ryunosuke Kusaka: 23 de noviembre de 1942 - 20 de noviembre de 1943
- Contralmirante Sadayoshi Yamada: 6 de diciembre de 1943 - 15 de marzo de 1944
- Vicealmirante Shunichi Kira: 15 de marzo de 1944 - 10 de julio de 1944
- Contralmirante Hattori Katsuji: 10 de julio de 1944 - 29 de septiembre de 1944
- Capitán Kato Yoshio: 29 de septiembre de 1944 - 20 de marzo de 1945
- Contralmirante Chiaki Matsuda: 20 de marzo de 1945 - final de la guerra